# Giovanni di Worcester
Giovanni di Worcester (... – 1140 circa) fu un monaco inglese e un cronista medievale. È comunemente ritenuto l'autore del Chronicon ex chronicis.

## Chronicon ex chronicis

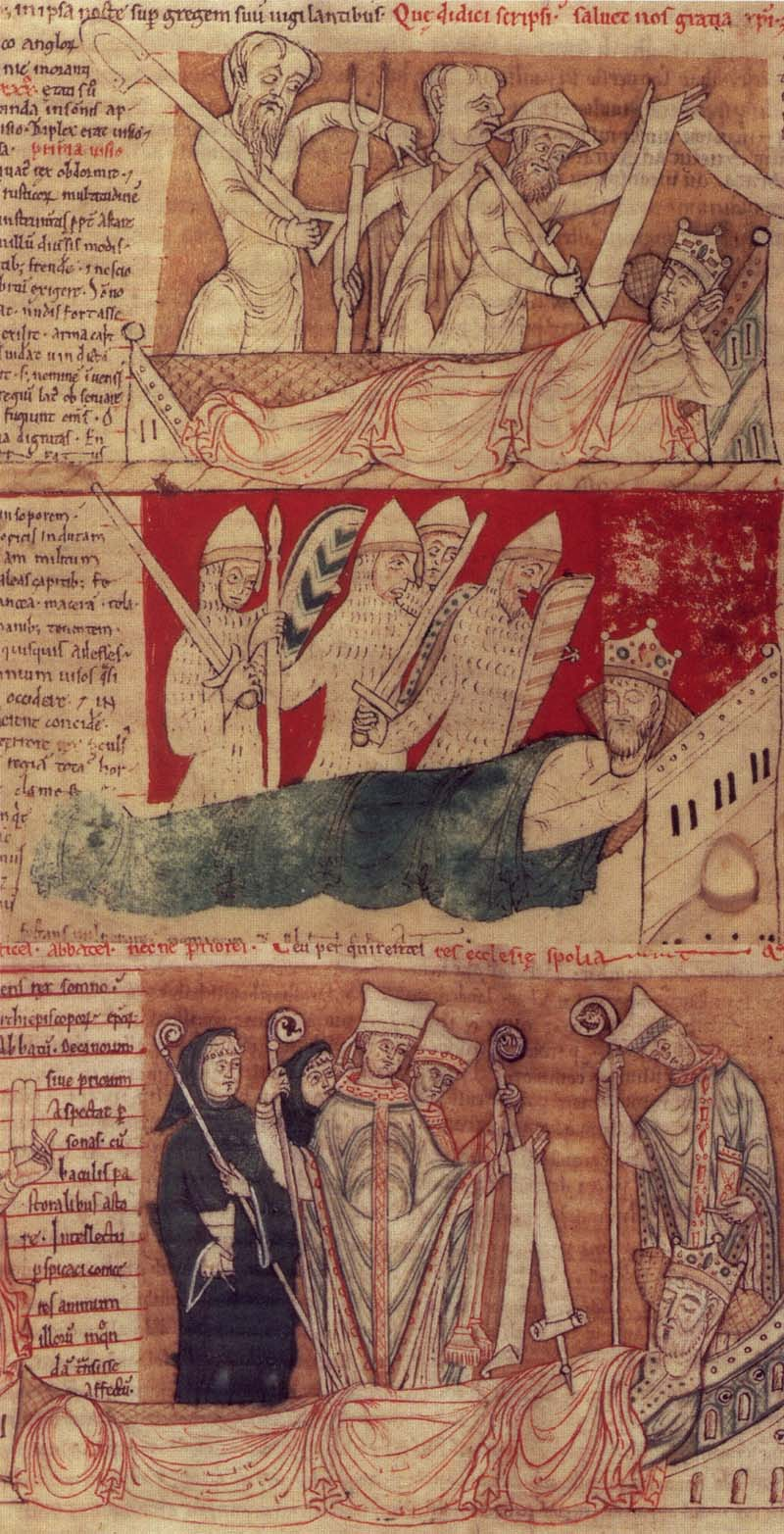
Il sogno di re Enrico I nella Cronaca.

Il Chronicon ex chronicis è una storia universale che inizia con la creazione del mondo e termina nel 1140. La struttura cronologica del Chronicon fu fornita dalla cronaca di Mariano Scoto. Gran parte del materiale aggiunto, in particolare quello relativo alla storia dell'Inghilterra, vi venne inserito.

### Paternità
Gran parte dell'opera, fino al 1117 o al 1118, era stata attribuita formalmente al monaco Florence di Worcester, in base alla citazione del suo decesso nell'annale del 1118 dell'opera, che gli attribuisce capacità ed iniziativa per aver reso la cronaca un'opera così importante.  Secondo questa interpretazione l'altro monaco di Worcester, Giovanni, si sarebbe limitato alla mera stesura dell'ultima parte (da 1118 al 1140). 
Comunque ci sono due forti obiezioni all'attribuzione a Florence in favore di quella a Giovanni. Prima, non vi è cambio di stile nel Chronicon dopo il decesso di Florence, il che fa pensare che uno solo sia l'autore dell'intera opera Seconda, certe parti antecedenti il 1118 mostrano di far uso della Historia novorum di Eadmero di Canterbury, che non fu completata prima del 1121/1124.
L'opinione prevalente è oggi quella che Giovanni di Worcester sia stato il principale autore e compilatore dell'opera. Egli viene esplicitamente citato come tale in due voci relative agli anni 1128 e 1138, e due manoscritti (CCC MS 157 e la chronicula) furono scritti di suo pugno. Egli fu visto lavoravi dietro commessa di Vulstano di Worcester, vescovo di Worcester, dal cronista anglo-normanno Orderico Vitale quando visitò Worcester all'inizio del XII secolo.
()

### Manoscritti
Il Chronicon ci è giunto in cinque manoscritti (ed il frammento di un singolo foglio):
- MS 157 (Oxford, Corpus Christi College). Manoscritto principale, copia di lavoro usata da Giovanni.
- MS 502 (Dublino, Trinity College).
- MS 42 (Lambeth Palace Library).
- MS Bodley 297 (Oxford, Bodleian Library).
- MS 92 (Cambridge, Corpus Christi College).

In aggiunta, vi è la chronicula, una cronaca minore basata sul Chronicon proper: MS 503 (Dublin, Trinity College), scritta da Giovanni fino al 1123.

### Fonti della storia d'Inghilterra
Per il corpo del materiale che tratta la storia iniziale dell'Inghilterra, si ritiena che Giovanni abbia usato un certo numero di fonti, alcune delle quali sono ad oggi andate perdute:
- versioni sconosciute dell' Anglo-Saxon Chronicle, probabilmente in latino. Giovanni potrebbe aver condiviso il lavoro andato perduto Guglielmo di Malmesbury, le cui Gesta regum anglorum comprendono materiale analogo non rinvenuto in altre opere.
- Beda il Venerabile, Historia Ecclesiastica (fino al 731)
- Asser, Vita Ælfredi
- Opere agiografiche sui santi del decimo/undicesimo secolo 
  - Vite di Dunstano di Canterbury di 'B', Adelard e Osbern
  - Byrhtferth, Vita di Sant'Osvaldo
  - Osbern di Canterbury, Vita di Sant'Elfego
- Eadmero di Canterbury, Historia novorum (1066–1122)
- conoscenze contemporanee e locali.

### Chronicon ex chronicis: edizioni e traduzioni
(le traduzioni s'intendono in lingua inglese)
- Reginald R. Darlington, and P. McGurk (eds.), P. McGurk and Jennifer Bray (trs.). The Chronicle of John of Worcester: The Annals from 450-1066. Vol 2. Oxford Medieval Texts. Oxford: 1995.
- P. McGurk, (ed. and tr.). The Chronicle of John of Worcester: The Annals from 1067 to 1140 with The Gloucester Interpolations and The Continuation to 1141. Vol 3. OMT. Oxford, 1998.
- Benjamin Thorpe, (ed.). Florentii Wigorniensis monachi chronicon ex chronicis. 2 vols. London, 1848-9. Download available from Google Books
- J. Stevenson, (tr.). Church Historians of England. 8 vols: vol. 2.1. London, 1855. 171-372.
- Thomas Forester, (tr.). The Chronicle of Florence of Worcester. London: Henry G. Bohn, 1854. Available from Google Books.
- J. R. H.Weaver,  ed. (1908) The Chronicle of John of Worcester, 1118-1140: being the continuation of the 'Chronicon ex chronicis' of Florence of Worcester. Oxford: Clarendon Press

### Altre
in lingua inglese:
- Martin Brett, John of Worcester and his contemporaries in The Writing of History in the Middle Ages: Essays Presented to R.W. Southern, ed. by R.H.C. Davis and J.M. Wallace Hadrill. Oxford: Oxford University Press, 1981. 101-26.
- Martin Brett, John, monk of Worcester in The Blackwell Encyclopedia of Anglo-Saxon England, ed. Michael Lapidge, et al. Oxford: Blackwell, 1999. ISBN 0-631-22492-0
- Antonia Gransden, Historical writing in England c. 550 to 1307. Vol 1. London, 1974. 143–8.
- Orderic Vitalis, Historia Ecclesiastica, ed. and tr. Marjorie Chibnall, The Ecclesiastical History of Orderic Vitalis. 6 volumes. Oxford Medieval Texts. Oxford, 1968-1980. ISBN 0-19-820220-2.